# Majeed Ashimeru
Majeed Ashimeru (Accra, 10 oktober 1997) is een Ghanese voetballer die sinds 2021 onder contract staat bij RSC Anderlecht. Hij speelt bij voorkeur als centrale middenvelder. Ashimeru debuteerde in 2017 in het Ghanees voetbalelftal.

## Clubcarrière

### RB Salszburg

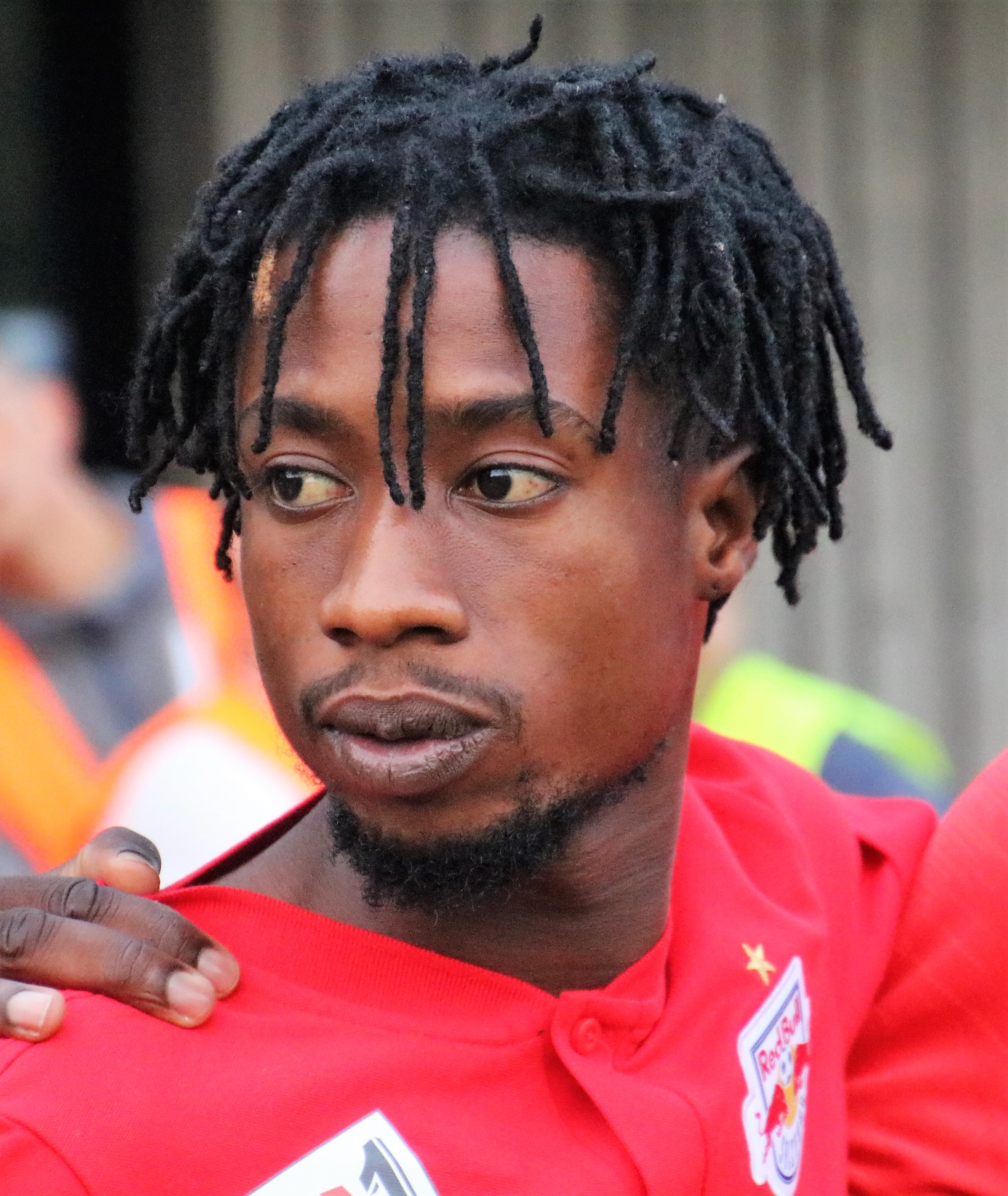
Ashimeru bij RB Salszburg in 2019

Ashimeru begon zijn carrière in eigen land bij West African Football Academy, dat hem op een toernooi ontdekte toen hij daar met zijn lokaal ploegje Strong Tower speelde. waar hij in 2017 werd weggehaald door de Oostenrijkse topclub Red Bull Salzburg. Salszburg leende hem vervolgens meteen uit aan de Oostenrijkse tweedeklasser SC Austria Lustenau. Door zijn goede prestaties besloot Salzburg na een half seizoen deze huurperiode stop te zetten en hem de rest van het seizoen verder uit te lenen aan eersteklasser Wolfsberger AC om hem op een hoger niveau actief te kunnen zien. In het seizoen 2018/19 werd Asimeru uitgeleend aan het Zwitserse FC St. Gallen. Vanaf het seizoen 2019/20 mocht hij zijn kans gaan bij Salzburg.

### RSC Anderlecht
In januari 2021 maakte het Belgische RSC Anderlecht bekend dat het Ashimeru op leenbasis overnam van Salzburg. De Belgische recordkampioen bedong eveneens een aankoopoptie. De overnameprijs lag vast op 2,5 miljoen euro. Ashimeru debuteerde op 3 februari 2021 in de bekerwedstrijd tegen RFC Luik (0-2-winst). Tegen de Luikenaars was hij nog geen vijf minuten na zijn invalbeurt al goed voor een doelpunt. Het duurde daarna tot 21 februari 2021 vooraleer hij zijn tweede officiële wedstrijd speelde, want de Ghanees was nog niet helemaal hersteld van de coronabesmetting die hij tijdens de winterstop opliep. Toch bracht hij al gauw een meerwaarde bij Anderlecht, mede doordat hij het aanvalsspel van de Brusselaars dynamischer en onvoorspelbaarder maakte.
Op het einde van het seizoen lichtte de club de optie niet, maar begon het met zijn moederclub te onderhandelen. Ondanks concurrentie van Celtic FC, Girondins de Bordeaux en Granada CF, die financieel betere offertes deden, was het vooral de speler die voor Anderlecht besliste. Zijn transferprijs werd op 1,5 miljoen euro vastgelegd en hij tekende voor vier seizoenen. Op 16 juli 2024 verlengde Ashimeru zijn contract bij paars-wit tot 30 juni 2027.

## Clubstatistieken
| Seizoen | Club                  | Land                 | Competitie         | Competitie | Competitie | Beker | Beker | Europees | Europees | Totaal | Totaal |
| Seizoen | Club                  | Land                 | Competitie         | Wed.       | Dlp.       | Wed.  | Dlp.  | Wed.     | Dlp.     | Wed.   | Dlp.   |
| ------- | --------------------- | -------------------- | ------------------ | ---------- | ---------- | ----- | ----- | -------- | -------- | ------ | ------ |
| 2017/18 | → SC Austria Lustenau | Vlag van Oostenrijk  | 2.Liga             | 11         | 1          | 1     | 0     | —        | —        | 12     | 1      |
| 2017/18 | → Wolfsberger AC      | Vlag van Oostenrijk  | Bundesliga         | 15         | 2          | 0     | 0     | —        | —        | 15     | 2      |
| 2018/19 | → FC St. Gallen       | Vlag van Zwitserland | Super League       | 34         | 4          | 3     | 1     | 2        | 0        | 39     | 5      |
| 2019/20 | FC Red Bull Salzburg  | Vlag van Oostenrijk  | Bundesliga         | 20         | 2          | 5     | 1     | 4        | 0        | 29     | 3      |
| 2020/21 | FC Red Bull Salzburg  | Vlag van Oostenrijk  | Bundesliga         | 9          | 0          | 2     | 0     | 2        | 0        | 13     | 0      |
| 2020/21 | → RSC Anderlecht      | Vlag van België      | Jupiler Pro League | 11         | 1          | 1     | 1     | —        | —        | 12     | 2      |
| 2021/22 | RSC Anderlecht        | Vlag van België      | Jupiler Pro League | 31         | 3          | 6     | 0     | 2        | 0        | 39     | 3      |
| 2022/23 | RSC Anderlecht        | Vlag van België      | Jupiler Pro League | 28         | 2          | 2     | 0     | 12       | 1        | 42     | 3      |
| 2023/24 | RSC Anderlecht        | Vlag van België      | Jupiler Pro League | 1          | 0          | 0     | 0     | 0        | 0        | 1      | 0      |
| TOTAAL  | TOTAAL                | TOTAAL               | TOTAAL             | 111        | 10         | 12    | 3     | 10       | 0        | 133    | 13     |

Bijgewerkt op 8 juni 2021.

## Interlandcarrière
Ashimeru maakte op 25 mei 2017 zijn interlanddebuut voor Ghana in de vriendschappelijke interland tegen Benin: hij viel in de 59e minuut in voor Isaac Twum.